# Sani Abacha
Sani Abacha (ur. 20 września 1943 w Kano, zm. 8 czerwca 1998 w Abudży) – nigeryjski generał, wojskowy przywódca i dyktator Nigerii od 1993 aż do śmierci, członek ludu Hausa.

## Życiorys
Po ukończonej państwowej szkole średniej wstąpił do wojska w 1962. Zdobywając kolejne stopnie wojskowe, w 1984 awansował do stopnia generała-majora i został członkiem Najwyższej Rady Wojskowej. W niedługim czasie został mianowany dowódcą armii. Pełnił ten urząd do 1985, kiedy poparł wojskowy zamach stanu swego przyjaciela Ibrahima Babangidy i objął stanowisko szefa sztabu. W 1990 został ministrem obrony. 17 listopada 1993 po obaleniu rządu cywilnego Ernesta Shonekana (rządzącego od 27 sierpnia tego samego roku) przejął władzę. Mimo fali strajków demonstracyjnych zdelegalizował wszystkie demokratyczne instytucje państwowe, a strajki załagodził, wycofując się ze swych drakońskich decyzji (m.in. podwyższenia cen paliw o 600%). Zawiesił konstytucję, rozwiązał parlament, prześladował opozycję oraz łamał prawa człowieka. Oparł się wzrastającym międzynarodowym wezwaniom, by położyć kres brutalnemu reżimowi, który zaostrzył się po egzekucji Kena Saro-Wiwy i innych aktywistów demokratycznych. Międzynarodowe protesty nie odniosły skutku głównie dlatego, że zachodnie sankcje nie obejmowały najistotniejszego towaru nigeryjskiego eksportu – ropy naftowej. Pomimo krajowych i międzynarodowych nacisków trzymał się kurczowo władzy. Zmarł w swoim biurze na zawał serca.